# مورغان أوبنريدر
مورغان أوبنريدر (بالإنجليزية: Morgan Obenreder)‏ هي ممثلة أمريكية ولدت في يوم 9 أبريل 1995 في بلدة ياردلي في بنسيلفانيا. بدأت التمثيل في سنة 2012. مثلت في مسلسل بونز وسي داد رن.